# 法罗尔
法罗尔是巴西巴拉那州的一个市镇。总面积289.232平方公里，总人口3413人，人口密度11.8人/平方公里。